# Cromidon corrigioloides
Cromidon corrigioloides är en flenörtsväxtart som först beskrevs av Robert Allen Rolfe, och fick sitt nu gällande namn av Robert Harold Compton. Cromidon corrigioloides ingår i släktet Cromidon och familjen flenörtsväxter. Inga underarter finns listade i Catalogue of Life.